# إيفان كاندلا
إيفان كاندلا (بالإسبانية: Iván Candela)‏ هو لاعب كرة قدم إسباني، ولد في 13 سبتمبر 1978 في أفيليس في إسبانيا. لعب مع بونفيرادينا وريال أوفييدو ونادي سمورة ونادي غرناطة.

## وصلات خارجية
- إيفان كاندلا على موقع قاعدة بيانات كرة القدم.إي يو (الإنجليزية)
- إيفان كاندلا على موقع Soccerway.com (الإنجليزية)
- إيفان كاندلا على موقع AS.com (الإسبانية)